# Argidia aufidia
Argidia aufidia là một loài bướm đêm trong họ Noctuidae.